# František Němec (herec)
František Němec (* 9. srpna 1943 Sezimovo Ústí) je český herec a divadelní pedagog.

## Život a kariéra
Po maturitě na gymnáziu studoval na pražské DAMU (1960 až 1964), po jejím absolutoriu působil až do roku 1982 v Městských divadlech pražských; od srpna roku 1982 je členem činohry Národního divadla v Praze. Je také úspěšným televizním, rozhlasovým a filmovým hercem. Mezi jeho dnes již legendární herecké úlohy patří role plukovníka Žitného v seriálu 30 případů majora Zemana či Luboše Rychmana v televizních filmech Jak vytrhnout velrybě stoličku a Jak dostat tatínka do polepšovny, kde si zahrál s Janou Preissovou a Tomášem Holým.
Věnuje se rovněž dabingu a práci v rozhlase. Mezi postavy, jež daboval, patří například Randall v britském seriálu Randall a Hopkirk (nadaboval 18 dílů, i když původně se odvysílalo jen 17 dílů), Sir Humphrey Appleby ze seriálů Jistě, pane ministře a Jistě, pane premiére. V rozhlase zvítězil v posluchačské anketě Neviditelný herec (2000).
Od roku 1982 působí jako pedagog na pražské DAMU.
V roce 1989 mu byl udělen titul zasloužilý umělec. Za roli dirigenta Wilhelma Furtwänglera ve Harwoodově hře Na miskách vah získal Cenu Thálie za rok 1998. V roce 2021 mu v Přelouči byla udělena Cena Františka Filipovského za dlouhodobé herecké mistrovství v dabingu.
Je ženatý, s manželkou má dvě dcery. V roce 1972 měli s manželkou Ivanou dvojitou svatbu s Petrem Kostkou a Carmen Mayerovou.

## Divadelní role, výběr
- 1976; Městská divadla pražská; Stalo se v Chamonix (Daniel Corban); režie Ladislav Vymětal
- 1976; Městská divadla pražská; Urfaust (Student); režie František Miška
- 1977; Městská divadla pražská; Zahradníkův pes (Teodor); režie Zdeněk Buchvaldek
- 1977; Městská divadla pražská; Malované na skle (Mazaný zbojník); režie Richard Mihula
- 1978; Městská divadla pražská; Sekyra na studánky (Luboš Mádl); režie František Miška
- 1978; Městská divadla pražská; Hlava XXII (Yossarian); režie Ladislav Vymětal
- 1979; Městská divadla pražská; Chicago (Billy Flynn); režie Richard Mihula
- 1980; Městská divadla pražská; Ruy Blas (Ruy Blas); režie František Miška
- 1980; Městská divadla pražská; Maškaráda (Neznámý); režie Antonín Moskalyk
- 1981; Národní divadlo; Faust (Faust); režie Václav Hudeček
- 1981; Městská divadla pražská; Dům U Dvou vražd (Doktor Morelle); režie Ladislav Vymětal
- 1981; Městská divadla pražská; Champignolem proti své vůli (Saint Florimond); režie František Miška
- 1982; Národní divadlo; Hamlet (Hamlet); režie Miroslav Macháček
- 1982; Národní divadlo; Kočka na rozpálené plechové střeše (Brick); režie Ladislav Vymětal
- 1982; Národní divadlo; Aristokrati (Kosťa); režie Václav Hudeček
- 1983; Národní divadlo; Stará historie (Lionato); režie Jaromír Pleskot
- 1983; Národní divadlo; Noc pastýřů (Jakub Ryba); režie Václav Hudeček
- 1983; Národní divadlo; Lucerna (Mlynář); režie František Laurin
- 1984; Národní divadlo; Višňový sad (Lopachin); režie Ľubomír Vajdička
- 1984; Národní divadlo; Krvavý soud aneb Kutnohorští havíři (Hynek); režie Václav Hudeček
- 1985; Národní divadlo; Kremelský orloj (Lenin); režie J. R. Venjaminovič
- 1986; Národní divadlo; Misantrop (Alcest); režie Ľubomír Vajdička
- 1986; Národní divadlo; Naše městečko (Režisér); režie Ladislav Vymětal
- 1987; Národní divadlo; Fidlovačka (Hvězdeleský); režie Václav Hudeček
- 1987; Národní divadlo; Vy jste Jan (Štěpán Páleč); režie Václav Hudeček
- 1987; Národní divadlo; Král Jindřich IV. (Jindřich Percy); režie Alois Hajda
- 1988; Národní divadlo; Modrý pavilon (Albert); režie Stanislav Moša
- 1988; Národní divadlo; Nebezpečné vztahy (Vikomt de Valmont); režie Ladislav Smoček
- 1989; Národní divadlo; Dantonova smrt (Robespierre); režie Vladimír Strnisko
- 1990; Národní divadlo; Zahrada (Profesor); režie Stanislav Moša
- 1990; Národní divadlo; Zahradní slavnost (Likvidační tajemník); režie Vladimír Strnisko
- 1990; Národní divadlo; Pekař Jan Marhoul (Rudda); režie Jan Kačer
- 1991; Národní divadlo; Král Lear (Hrabě z Kentu); režie Barry Kyle
- 1991; Národní divadlo; Sbohem, Sókrate (Ludvík); režie Jan Kačer
- 1992; Národní divadlo; Pygmalion (Henry Higgins); režie Rudolf Hrušínský
- 1992; Národní divadlo; Falkenštejn (Biskup pražský Dobeš z Bechyně); režie Ivan Rajmont
- 1993; Národní divadlo; Saténový střevíček (Číňan); režie Roman Polák
- 1993; Národní divadlo; Britannicus (Burrus); režie Ľubomír Vajdička
- 1993; Východočeské divadlo Pardubice; Pygmalion (Henry Higgins); režie František Laurin
- 1994; Národní divadlo; Ženitba (Kočkarev); režie Miroslav Krobot
- 1995; Národní divadlo; Dva skakespearovští herci (W. Ch. Macready); režie Ladislav Smoček
- 1996; Národní divadlo; Oidipús vladař (Kreon); režie Miroslav Krobot
- 1997; Národní divadlo; Faust (Wagner); režie Otomar Krejča
- 1998; Národní divadlo; Na miskách vah (Wilhelm Furtwängler); režie Ivo Krobot
- 1998; Národní divadlo; Pašije aneb Theatrum passionale (Levas); režie Zbyněk Srba
- 1998; Národní divadlo; John Gabriel Borkman (Vilém Foldal); režie Ľubomír Vajdička
- 1999; Národní divadlo; Mistr a Markétka (Berlioz a Stravinský); režie Oxana Smilková
- 2000; Národní divadlo; Marie Stuartovna (William Cecil); režie Ľubomír Vajdička
- 2001; Národní divadlo; Portrét umělce jako starého muže (Minetti); režie Otomar Krejča
- 2002; Národní divadlo; Markéta Lazarová (Hrabě); režie Jan Antonín Pitínský
- 2002; Národní divadlo; Oresteia (Pyladés a Apollon); režie Ivan Rajmont
- 2003; Národní divadlo; Romeo a Julie (Kníže Eskalus); režie Vladimír Morávek
- 2004; Národní divadlo; Lakomec (Anselm); režie Michal Dočekal
- 2004; Národní divadlo; Pokoušení (Primář); režie Charles Marowitz
- 2004; Národní divadlo; Eldorádo (Aschenbrenner); režie Jan Willem van de Bosch
- 2005; Národní divadlo; Krvavé křtiny aneb Drahomíra a její synové (Sigibert); režie Jiří Pokorný
- 2005; Národní divadlo; Na ústupu (Edward); režie Michal Dočekal
- 2006; Divadlo na Vinohradech; Jistě, pane ministře (Humhrey Appleby); režie Martin Stropnický
- 2006; Národní divadlo; Arkádie (Kapitán Brice); režie Radovan Lipus
- 2006; Národní divadlo; Revizor (Školní inspektor); režie Michal Dočekal
- 2007; Národní divadlo; David a Goliáš (Šebrle); režie Ladislav Smoček
- 2007; Národní divadlo; Malá hudba moci (Recepční); režie Michal Dočekal
- 2007; Divadlo Ungelt; Ledňáček (Cecil); režie Ladislav Smoček
- 2008; Divadlo na Vinohradech; Na krásné vyhlídce (Emanuel von Stetten); režie Michal Dočekal
- 2008; Národní divadlo; Lucerna (Vodník Ivan); režie Vladimír Morávek
- 2009; Národní divadlo; Srpen v zemi indiánů (Charlie Aiken); režie Michal Dočekal
- 2010; Národní divadlo; Čaj u pana senátora (Baltazar Slíva); režie Ladislav Smoček
- 2010; Národní divadlo; Dogville (Otec Grace); režie Miroslav Krobot
- 2011; Národní divadlo; Racek (Sorin); režie Michal Dočekal
- 2011; Národní divadlo; Deváté srdce (Astrolog Aldobrandini); režie Juraj Herz
- 2012; Divadlo Ungelt; Největší démant světa (); režie Ladislav Smoček
- 2012; Národní divadlo; Troilus a Kressida (Agamemnon); režie David Radok
- 2019; Národní divadlo; Karel Jaromír Erben: Kytice (Poutník, Stařec, Otec), režie SKUTR (Martin Kukučka a Lukáš Trpišovský)
- 2022; Národní divadlo; František Hrubín: Kráska a zvíře (Kouzelník), režie Daniel Špinar
- 2023; Národní divadlo/Stavovské divadlo; Choderlos de Laclos: Nebezpečné známosti (Hrabě de Gercourt), režie SKUTR
- 2024 Národní divadlo/Stavovské divadlo; Kateřina Tučková: Bílá Voda (Daniel Felix, biskup tajné katolické církve), režie Michal Vajdička

## Filmografie, výběr

### Filmy
- 1962 Transport z ráje – Dany
- 1965 Sedm zabitých
- 1970 Ucho – Tajny
- 1977 Tichý Američan v Praze
- 1977 Jak vytrhnout velrybě stoličku – Luboš Rychman
- 1978 Jak dostat tatínka do polepšovny – Luboš Rychman
- 1979 Koncert na konci léta .. Kent, bratr hraběte Kounice
- 1979 Čas pracuje pro vraha – kriminalista kapitán Jindřich Marha (podle románu Václava Erbena Efektivně mrtvá žena)
- 1980 Hra o královnu – Přemysl Otakar II.
- 1980 Svítalo celou noc
- 1981 Buldoci a třešně – střelec Goméz
- 1981 Zralé víno – předseda JZD Ing. Urban
- 1986 Mladé víno – ředitel Okresní zemědělské správy Ing. Urban
- 1989 Člověk proti zkáze
- 1996 Konto separato – JUDr. Matouš
- 2000 Samotáři – Hančin otec
- 2001 Rebelové – farář

### Televize, výběr
- 1973 Bláznova smrt – poručík Beránek, spolupracovník kapitána Exnera
- 1974 30 případů majora Zemana (TV seriál) – poručík Žitný
- 1974 Byl jednou jeden dům (TV seriál) – sudeťák Walter
- 1977 Nemocnice na kraji města (TV seriál)
- 1984 Sanitka (TV seriál) – sanitář Evžen Adamec
- 1985 Třetí patro (TV seriál) – ředitel učiliště František Beran
- 1989 Dlouhá míle (TV seriál) – vedoucí reprezentace Cílek
- 1993 Noc Rozhodnutí (TV inscenace)
- 1995 Generál Eliáš (TV inscenace)
- 2000–2009 Oběti (TV cyklus)
- 2001 Šípková Růženka (TV seriál) – Hromada
- 2003 Nemocnice na kraji města po dvaceti letech (TV seriál) – Gregory
- 2005 Dobrá čtvrť (TV seriál)
- 2009 Ďáblova lest (TV film)
- 2010 Ach, ty vraždy! (TV seriál) – plukovník Zdeněk Drtina
- 2010 Rodinka (TV seriál) – Milan Hustopes
- 2014 Život a doba soudce A. K. (TV seriál) – díly Paulusová versus Paulus, Kladivo na důchodce, Odlišnost a Místo narození (soudce Jiří Zavadil, kolega Adama Klose)
- 2016 Zločin v Polné (TV film) – soudní rada Reichl
- 2017 Nejlepší přítel (TV pohádka) – Lucifer

### Dabing, výběr
František Němec daboval mimo jiné následující filmy a seriály:
- 1962 Cartouche: Krtek (La Taupe)
- 1964 Četník ze Saint Tropez: Richard Chadwick
- 1964 Angelika, markýza andělů: Philippe de Plessis-Bellieres
- 1967 Fantomas kontra Scotland Yard: André Berthier
- 1969 Randall a Hopkirk (seriál): titulní role Jeffa Randalla
- 1976 Já, Claudius (seriál): Silanus (1. dabing)
- 1977 Adéla ještě nevečeřela: Nick Carter/Matějks
- 1983 Ptáci v trní (TV minisérie): arcibiskup Vittorio Contini-Verchese
- 1996 Ptáci v trni 2 – léta odloučení (TV film): arcibiskup Vittorio Contini-Verchese
- 1988 Bláznivá střela: Vincent Ludwig (dabing ČT, 2003)
- 1998 Hrabě Monte Christo (čtyřdílná minisérie, v titulní roli Gérard Depardieu): Fernand Mondego, hrabě de Morcerf
- 2000 Bídníci (čtyřdílná minisérie): Mariusův dědeček
- 2007 Tudorovci (dvacetidílný seriál): Ask
- 2008 Pohádky na dobrou noc: Marty Bronson

## Práce pro rozhlas (výběr)
- 1990 – Michail Bulgakov: Psí srdce, rozhlasový seriál, režie: Pavel Linhart, role: asistent profesora
- 1991 – Tři veteráni. Na motivy Jana Wericha napsala Helena Sýkorová. Hráli: Ladislav Mrkvička, Karel Heřmánek, Alois Švehlík, Věra Kubánková, Jitka Molavcová, Yvetta Blanarovičová, Josef Vinklář, Michaela Kuklová, Jiří Lír, Jiří Binek, Antonín Hardt, Dagmar Weinlichová a František Němec. Hudba Miroslav Kořínek. Dramaturgie Eva Košlerová. Režie Karel Weinlich.
- 1993 – Václava Ledvinková: A pak že nejsou hastrmani. Na motivy pohádky Jana Drdy pro rozhlas napsala Václava Ledvinková. Hudba Tomáš Vránek. Dramaturgie Eva Košlerová. Režie Karel Weinlich. Účinkují: Michal Dlouhý, Jiří Langmajer, Vlastimil Brodský, František Němec, Sylva Sequensová, Alois Švehlík, Antonín Molčík, Pavel Pípal, Ladislav Mrkvička, Tereza Duchková, Václav Neckář, Mirko Musil, Antonín Hardt, Gaston Šubert, Pavel Karbusický a Jiřina Inka Šecová.[8]
- 1997 – Dvoudílná dramatizace románu Bratři Karamazovovi. Dramatizace: Jan Strejček. Osoby a obsazení: Dimitrij (Ladislav Frej), Alexej (Jan Hartl), Ivan (František Němec), Karamazov (Josef Somr), Gruša (Marta Vančurová), Smerďakov (Jiří Čapka), Kateřina Ivanovna (Dana Syslová), Rakitin (Miloslav Kopečný), Kalganov (Ivan Řezáč), komisař Makarov (Petr Haničinec), Trifon (Karel Pospíšil), Něljudov (Bořivoj Navrátil), Musjalowicz (Bronislav Poloczek), Wrublewski (Karel Hlušička), matrjona (Věra Kubánková), Feňa (Simona Stašová), kočí Andrej (Zdeněk Žák), stařena (Luba Skořepová), Perchotin (Otakar Brousek starší), předseda soudu (Rudolf Pellar), prokurátor (Jaroslav Satoranský), Grigorij (Jan Skopeček), obhájce (Jan Přeučil), opilec (Jiří Holý) a chór (Věra Galatíková). Dramaturgie: Pavel Minks, překlad: Prokop Voskovec, hudba: Jiří Váchal, režie: Josef Melč. Natočeno: v roce 1997.[9]
- 2000 – Ulrika. Osoby a obsazení: Ulrika (Petra Špalková), Žaneta (Hana Ševčíková), Amálie (Jana Preissová), pí Bössig (Blanka Bohdanová), Klebersberg (František Němec), Dr. Karas (Igor Chmela), von Holzbach (David Novotný), arcivévoda (Josef Somr), hlas (Milan Bouška) a hlasatel (Jan Hyhlík). Napsala: Zdeňka Psůtková, dramaturgie: Jana Weberová, zvuk: Jiří Fuhrman, zvuková spolupráce: Jana Fišerová a Josef Plechatý, hudba: Petr Mandel, režie: Lída Engelová, natočeno: v roce 2000, produkce: Bohumila Andrejsková.[10]
- 2004 - Karel Michal: Gypsová dáma; režie: Milan Schejbal, rozhlasová dramatizace: Martin Velíšek, účinkují: František Němec, Boris Rösner, Jan Szymik, Vlasta Žehrová, Jiří Ployhar, Jiří Klem, Bohumila Dolejšová, Kateřina Fixová, Gaston Šubert, Milan Schejbal a Petr Šplíchal, hudba: Petr Mandel.
- 2013 – Cyril Gely: Diplomacie. Osoby a obsazení: generál Choltitz (Miroslav Táborský), Raoul Nordling (František Němec), Helmut Mayer (Martin Zahálka), Ebernach (Jiří Dvořák), Brensdorf (Matouš Ruml) a hlas ze záznamu (Josef Somr). Dramaturgie: Renata Venclová, hudba: Tomáš Pergl, režie: Vlado Rusko.[11]
- 2020 – Alois Jirásek: Lucerna (Vodník Ivan)[12]
- 2024 – Donald L. Coburn: Gin Game; režie: Dimitrij Dudík; rozhlasová úprava: Klára Novotná; účinkují: František Němec (Martin Weller) a Iva Janžurová (Fonsie Dorseyová).[13]

#### Příspěvky v periodikách
- BOHATOVÁ, Milena. František Němec miluje ticho. Večerník Praha. 2005, roč. 15, č. 237 (10. 10. 2005), s. 16. ISSN 1210-1117.
- CASTIELLOVÁ, Marina. Ceny Thálie získali Iva Janžurová a František Němec. Lidové noviny. 1999, roč. 12, č. 74, s. 11. ISSN 0862-5921.
- DVOŘÁK, Luboš. Malý František Němec chodil zvonit umíráček: populární herec, který se narodil za druhé světové války v Sezimově Ústí v okrese Tábor, se právě dnes dožívá sedmdesáti let. Českobudějovický deník. 2013, roč. 184, s. 12. ISSN 1802-0798.
- NĚMEC, František a BRAUNOVÁ, Dana. František Němec je zastáncem disciplíny. Magazín Práva. 2008, [roč. 14], s. 4–7. [Právo ISSN 1211-2119.]
- JENÍKOVÁ, Eva. Otomar Krejča a František Němec hledají absolutno. Pražské Slovo. 2001, roč. 93, č. 274, s. 24. ISSN 1213-5283.
- vh. František Němec – 50. Haló noviny. 1993, roč. 3, č. 184, s. 5. ISSN 1210-1494.